# Championnat des Amériques masculin de basket-ball des moins de 16 ans 2011
Navigation
Argentine 2009 Uruguay 2013
Le championnat des Amériques masculin de basket-ball des moins de 16 ans 2011 se déroule à Cancún au Mexique du 21 au 25 juin 2011. Il s'agit de la deuxième édition de la compétition, instaurée en 2009.

## Équipes participantes

### Qualifications
8 équipes, issues des différentes zones de qualification du Championnat des Amériques U16, sont qualifiées pour cette compétition.
| Mode de qualification                                                                  | Places | Nations qualifiées     |
| -------------------------------------------------------------------------------------- | ------ | ---------------------- |
| Hôte du championnat des Amériques U16 2011                                             | 1      | Mexique                |
| Qualifications Championnat des Amériques U16 2011 (Zone Amérique du Nord)              | 2      | Canada États-Unis      |
| Qualifications Championnat des Amériques U16 2011 (Zone Amérique centrale et Caraïbes) | 2      | Costa Rica Porto Rico  |
| Qualifications Championnat des Amériques U16 2011 (Zone Amérique du Sud)               | 3      | Argentine Brésil Chili |

## Rencontres

### Premier tour
Légende des classements
- Qualifié pour les demi-finales
- Qualifié pour les matches de classement

#### Groupe A
| Rang | Équipe     | Pts | J | G | P | Pp  | Pc  | Diff |  | Résultats (dom.\ext.) |   |       |       |       |
| ---- | ---------- | --- | - | - | - | --- | --- | ---- |  | --------------------- | - | ----- | ----- | ----- |
| 1    | Porto Rico | 6   | 3 | 3 | 0 | 248 | 209 | 39   |  | Porto Rico            |   | 90-86 | 80-55 | 78-68 |
| 2    | Canada     | 5   | 3 | 2 | 1 | 270 | 197 | 73   |  | Canada                | - |       | 96-51 | 88-56 |
| 3    | Chili      | 4   | 3 | 1 | 2 | 186 | 230 | -44  |  | Chili                 | - | -     |       | 80-54 |
| 4    | Mexique    | 3   | 3 | 0 | 3 | 178 | 246 | -68  |  | Mexique               | - | -     | -     |       |

#### Groupe B
| Rang | Équipe     | Pts | J | G | P | Pp  | Pc  | Diff |  | Résultats (dom.\ext.) |   |        |        |        |
| ---- | ---------- | --- | - | - | - | --- | --- | ---- |  | --------------------- | - | ------ | ------ | ------ |
| 1    | États-Unis | 6   | 3 | 3 | 0 | 325 | 197 | 128  |  | États-Unis            |   | 102-81 | 105-70 | 118-46 |
| 2    | Argentine  | 5   | 3 | 2 | 1 | 296 | 207 | 89   |  | Argentine             | - |        | 85-77  | 130-28 |
| 3    | Brésil     | 4   | 3 | 1 | 2 | 239 | 243 | -4   |  | Brésil                | - | -      |        | 92-53  |
| 4    | Costa Rica | 3   | 3 | 0 | 3 | 127 | 340 | -213 |  | Costa Rica            | - | -      | -      |        |

### Tableau final
|  | Demi-finales | Demi-finales | Demi-finales | Demi-finales |                               |            | Finale       | Finale       | Finale       | Finale       |
|  |              |              |              |              |                               |            |              |              |              |              |
|  | 24 juin 2011 | 24 juin 2011 | 24 juin 2011 | 24 juin 2011 |                               |            | 25 juin 2011 | 25 juin 2011 | 25 juin 2011 | 25 juin 2011 |
|  | B1           | États-Unis   | 113          | 113          |                               |            | 25 juin 2011 | 25 juin 2011 | 25 juin 2011 | 25 juin 2011 |
|  | B1           | États-Unis   | 113          | 113          |                               |            | 25 juin 2011 | 25 juin 2011 | 25 juin 2011 | 25 juin 2011 |
|  | A2           | Canada       | 70           | 70           |                               |            | 25 juin 2011 | 25 juin 2011 | 25 juin 2011 | 25 juin 2011 |
|  | A2           | Canada       | 70           | 70           | États-Unis                    | États-Unis | 104          | 104          |              |              |
|  | 24 juin 2011 |              |              |              | États-Unis                    | États-Unis | 104          | 104          |              |              |
|  |              |              | Argentine    | Argentine    | 64                            | 64         |              |              |              |              |
|  | A1           | Porto Rico   | Argentine    | Argentine    | 64                            | 64         | 90           | 90           |              |              |
|  | A1           | Porto Rico   |              |              |                               |            |              | 90           |              |              |
|  | B2           | Argentine    | 96           | 96           |                               |            |              |              |              |              |
|  | B2           | Argentine    | 96           | 96           | Match pour la troisième place |            |              |              |              |              |
|  |              |              |              |              |                               |            |              |              |              |              |
|  | 25 juin 2011 |              |              |              |                               |            |              |              |              |              |
|  | Canada       | Canada       | 86           | 86           |                               |            |              |              |              |              |
|  | Canada       | Canada       | 86           | 86           |                               |            |              |              |              |              |
|  | Porto Rico   | Porto Rico   | 65           | 65           |                               |            |              |              |              |              |
|  | Porto Rico   | Porto Rico   | 65           | 65           |                               |            |              |              |              |              |

### Matches de classement

#### Matches pour la5eplace
|  | Tour de classement 5e - 8e | Tour de classement 5e - 8e | Tour de classement 5e - 8e | Tour de classement 5e - 8e |                        |       | Match pour la 5e place | Match pour la 5e place | Match pour la 5e place | Match pour la 5e place |
|  |                            |                            |                            |                            |                        |       |                        |                        |                        |                        |
|  | 24 juin 2011               | 24 juin 2011               | 24 juin 2011               | 24 juin 2011               |                        |       | 25 juin 2011           | 25 juin 2011           | 25 juin 2011           | 25 juin 2011           |
|  | Chili                      | Chili                      | 105                        | 105                        |                        |       | 25 juin 2011           | 25 juin 2011           | 25 juin 2011           | 25 juin 2011           |
|  | Chili                      | Chili                      | 105                        | 105                        |                        |       | 25 juin 2011           | 25 juin 2011           | 25 juin 2011           | 25 juin 2011           |
|  | Costa Rica                 | Costa Rica                 | 48                         | 48                         |                        |       | 25 juin 2011           | 25 juin 2011           | 25 juin 2011           | 25 juin 2011           |
|  | Costa Rica                 | Costa Rica                 | 48                         | 48                         | Chili                  | Chili | 54                     | 54                     |                        |                        |
|  | 24 juin 2011               |                            |                            |                            | Chili                  | Chili | 54                     | 54                     |                        |                        |
|  |                            |                            | Brésil                     | Brésil                     | 62                     | 62    |                        |                        |                        |                        |
|  | Brésil                     | Brésil                     | Brésil                     | Brésil                     | 62                     | 62    | 71                     | 71                     |                        |                        |
|  | Brésil                     | Brésil                     |                            |                            |                        |       |                        | 71                     |                        |                        |
|  | Mexique                    | Mexique                    | 57                         | 57                         |                        |       |                        |                        |                        |                        |
|  | Mexique                    | Mexique                    | 57                         | 57                         | Match pour la 7e place |       |                        |                        |                        |                        |
|  |                            |                            |                            |                            |                        |       |                        |                        |                        |                        |
|  | 25 juin 2011               |                            |                            |                            |                        |       |                        |                        |                        |                        |
|  | Costa Rica                 | Costa Rica                 | 66                         | 66                         |                        |       |                        |                        |                        |                        |
|  | Costa Rica                 | Costa Rica                 | 66                         | 66                         |                        |       |                        |                        |                        |                        |
|  | Mexique                    | Mexique                    | 76                         | 76                         |                        |       |                        |                        |                        |                        |
|  | Mexique                    | Mexique                    | 76                         | 76                         |                        |       |                        |                        |                        |                        |

## Classement final
| Place                        | Équipe     | Vict.-Déf. |
| ---------------------------- | ---------- | ---------- |
| Médaille d'or, Amérique      | États-Unis | 5 - 0      |
| Médaille d'argent, Amérique  | Argentine  | 3 - 2      |
| Médaille de bronze, Amérique | Canada     | 3 - 2      |
| 4                            | Porto Rico | 3 - 2      |
| 5                            | Brésil     | 3 - 2      |
| 6                            | Chili      | 2 - 3      |
| 7                            | Mexique    | 1 - 4      |
| 8                            | Costa Rica | 0 - 5      |

- Qualification pour la Coupe du Monde U17 2012

## Leaders statistiques

### Points
| Place | Nom              | Équipe     | PPM  |
| ----- | ---------------- | ---------- | ---- |
| 1     | Miguel Cartagena | Porto Rico | 22,4 |
| 2     | Milton Jiménez   | Costa Rica | 22,2 |
| 3     | Gabriel Deck     | Argentine  | 19,6 |
| 4     | Aaron Gordon     | États-Unis | 17,0 |
| 5     | Jabari Parker    | États-Unis | 15,4 |

### Rebonds
| Place | Nom           | Équipe     | RPM  |
| ----- | ------------- | ---------- | ---- |
| 1     | Aaron Gordon  | États-Unis | 11,2 |
| 2     | Lucas Dias    | Brésil     | 10,2 |
| 3     | Jahlil Okafor | États-Unis | 9,2  |
| 4     | Gabriel Deck  | Argentine  | 8,2  |
| 5     | Marial Shayok | Canada     | 7,8  |

### Passes décisives
| Place | Nom              | Équipe     | PDPM |
| ----- | ---------------- | ---------- | ---- |
| 1     | Tyus Jones       | États-Unis | 5,6  |
| 2     | Aaron Gordon     | États-Unis | 4,6  |
| 3     | Larry Austin Jr. | États-Unis | 4,4  |
| 3     | Martin Pino      | Chili      | 4,4  |
| 5     | Eliel González   | Porto Rico | 4,0  |
| 5     | Álvaro Merlo     | Argentine  | 4,0  |
| 5     | Luis Ricci Maia  | Brésil     | 4,0  |

### Contres
| Place | Nom                | Équipe     | CPM |
| ----- | ------------------ | ---------- | --- |
| 1     | Aaron Gordon       | États-Unis | 3,2 |
| 2     | Johnathan Williams | États-Unis | 2,8 |
| 3     | José Hermosillo    | Mexique    | 1,8 |
| 4     | Lucas Dias         | Brésil     | 1,6 |
| 4     | Jahlil Okafor      | États-Unis | 1,6 |

### Interceptions
| Place | Nom             | Équipe     | IPM |
| ----- | --------------- | ---------- | --- |
| 1     | Milton Jiménez  | Costa Rica | 3,6 |
| 1     | Álvaro Merlo    | Argentine  | 3,6 |
| 3     | Eliel González  | Porto Rico | 3,0 |
| 4     | William Cruz    | Porto Rico | 2,8 |
| 4     | José Hermosillo | Mexique    | 2,8 |
| 4     | Theo Pinson     | États-Unis | 2,8 |

## Récompenses
MVP de la compétition (meilleur joueur) Jabari Parker